# Graziano Rossi
Graziano Rossi, nacido el 14 de marzo de 1954 en Pésaro, es un antiguo piloto italiano del Campeonato del mundo de motociclismo. Participó en 48 carreras del mundial de motociclismo ganando 3 y quedando 7 veces en el podio. Su mejor posición fue tercero en la clasificación de pilotos en el mundial de 1979.
Graziano es más conocido por ser el padre del también piloto y nueve veces campeón mundial Valentino Rossi.

## Biografía
Entre los años 70 y 80 aparece en el motociclismo junto a Virginio Ferrari, Marco Lucchinelli y Franco Uncini, la nueva generación de motociclistas italianos que tenía la tarea de reemplazar a Agostini, Pasolini y Villa.
Debutó en el mundial de 1977 en el Gran Premio de Italia de Motociclismo pero participó oficialmente en el campeonato desde 1978 pilotando una Suzuki en la categoría de 500cc disputando 40 grandes premios y consiguiendo 2 podios. Consiguió tres victorias (Yugoslavia, Holanda y Suecia) y 5 podios en 8 carreras disputadas en la temporada de 1979 pilotando una Morbidelli de 250cc, en ese año Morbidelli cambia el chasis de las motos para que sean más competitivas con resultados decepcionantes pero al volver al chasis anterior las motos se vuelven muy competitivas y Graziano termina su mejor temporada en el mundial con un tercer puesto en la clasificación de pilotos detrás de Kork Ballington y Gregg Hansford.
En 1980 vuelve a la máxima categoría pilotando la Suzuki 500RG junto a Lucchinelli, todo iba bien para Rossi pero un accidente en la mitad de la temporada condicionó su rendimiento, tanto que su continuidad con Suzuki estaba en duda para el final de la temporada. El año siguiente Lucchinelli fue campeón pero Graziano de nuevo, no corrió con suerte, no pudo recuperar su nivel y salió del equipo oficial de Suzuki para pilotar la Yamaha de un equipo privado en 1982. En las "200 millas" de Imola sufre un gravísimo accidente y sobrevive solo gracias a la rápida acción de la clínica móvil.
Después de recuperarse decide abandonar las dos ruedas para probar suerte en los Rallies.

## Resultados en el Campeonato del Mundo
Sistema de puntuación desde 1969 hasta 1987:
| Posición | 1.º | 2.º | 3.º | 4.º | 5.º | 6.º | 7.º | 8.º | 9.º | 10.º |
| Puntos   | 15  | 12  | 10  | 8   | 6   | 5   | 4   | 3   | 2   | 1    |

### Carreras por año
| Year | Cat.  | Team       | 1       | 2       | 3       | 4       | 5       | 6       | 7       | 8       | 9       | 10      | 11      | 12    | 13      | Pts. | Pos. |
| ---- | ----- | ---------- | ------- | ------- | ------- | ------- | ------- | ------- | ------- | ------- | ------- | ------- | ------- | ----- | ------- | ---- | ---- |
| 1977 | 500cc | Suzuki     | VEN –   | AUT –   | GER –   | NAT 13  | FRA Ret | NED –   | BEL –   | SWE –   | FIN DNQ | CZE –   | GBR –   |       |         | 0    | —    |
| 1978 | 500cc | Suzuki     | VEN –   | ESP –   | AUT –   | FRA 6   | NAT 12  | NED 16  | BEL 14  | SWE –   | FIN 9   | GBR Ret | GER Ret |       |         | 7    | 16.º |
| 1979 | 250cc | Morbidelli | VEN Ret |         | GER 18  | NAT –   | ESP 3   | YUG 1   | NED 1   | BEL DNS | SWE 1   | FIN -   | GBR Ret | CZE 2 | FRA –   | 67   | 3.º  |
| 1979 | 500cc | Suzuki     | VEN –   | AUT –   | GER Ret | NAT 9   | ESP Ret | YUG Ret | NED 12  | BEL –   | SWE Ret | FIN Ret | GBR Ret |       | FRA Ret | 2    | 31.º |
| 1980 | 500cc | Suzuki     | NAT 3   | ESP NC  | FRA 4   | NED 2   | BEL Ret | FIN Ret | GBR 4   | GER 23  |         |         |         |       |         | 38   | 5.º  |
| 1981 | 500cc | Suzuki     | AUT Ret | GER DNQ | NAT Ret | FRA –   | YUG Ret | NED Ret | BEL Ret | RSM –   | GBR 11  | FIN Ret | SWE 11  |       |         | 0    | —    |
| 1982 | 500cc | Yamaha     | ARG 13  | AUT 14  | FRA –   | ESP Ret | NAT DNS | NED 13  | BEL Ret | YUG 28  | GBR Ret | SWE Ret | RSM 11  | GER – |         | 0    | —    |